# Adrián Vallašek
Adrián Vallašek (Egyházfa, 1934. május 17. - 2007. február 19.) középkorász, régész.

## Élete
Édesapja tanár volt. Egyházfán tanult, majd 1953-ban a szenci gimnáziumban érettségizett. 1958-ban a Comenius Egyetem régészet szakán végzett. Tudományos munkatárs lett a turócszentmártoni Szlovák Nemzeti Múzeumban. 1960-1965 között a Pozsonyi Városi Múzeum önálló tudományos munkatársa. 1965-től a pozsonyi Műemlékvédelmi és Természetvédelmi Hivatal munkatársa, ahol idővel a régészeti osztály vezetője lett. 1968-ban doktorált. 1983-tól önálló tudományos-technikai munkatárs volt. 1990-től a SzNM pozsonyi Régészeti Múzeumának igazgatója volt. 2003-ban nyugdíjba vonult.

## Művei
- 1962 k niektorým otázkam pohrebného rítu na slovanských kostrových pohrebiskách. Zbor. FF UK 13, 33-40.
- 1965 Zisťovací archeologický prieskum na Leningradskej ulici v Bratislave. Spisy MM 1, 91-110. (tsz. V. Plachá)
- 1969 Zistovací archeologický výskum v areáli kostola v Starej Haliči. Monumentorum Tutela 4, 387-421.
- 1970 Stredoveká kolkovaná keramika z Bratislavy. Štud. Zvesti AÚ SAV 18, 243-308.
- 1981 Hanigovský hrad. Nové obzory 23, 133-145. (tsz. Michal Slivka)
- 1988 Spišský hrad. Martin
- 1991 Archeologická topografia Bratislavy. Bratislava
- 1991 Hrady a hrádky na východnom Slovensku. Košice (tsz. Michal Slivka)